# Radula caldana
Radula caldana là một loài rêu trong họ Radulaceae. Loài này được Ångström mô tả khoa học đầu tiên năm 1876.
Danh pháp khoa học của loài này chưa được làm sáng tỏ. 